# Henrik Carlheim-Gyllenskiöld
Henrik Carlheim-Gyllenskiöld, Henrik Gyllenskiöld, född 4 februari 1962, är en svensk filmregissör och filmfotograf som även arbetar som manusförfattare och producent.
Henrik Gyllenskiöld började sin bana som stillbildsfotograf; sedan studerade han filmvetenskap och konstvetenskap. Han har gjort ett antal långfilmer och TV-serier som fotograf. Samt ett tiotal dokumentärer.
Henrik Gyllenskiöld har belönats med ett antal guld- och silverägg för reklamfilmer. Även flera internationella priser: ett antal Silver och Bronze Lions i Cannes, flera Epica Silver och Bronze Awards samt ett några Silver och Bronze i EuroBest. Har även vunnit Guld i D&AD och BDA.  
Hade nära samarbete med Håkan Alexandersson fram till dennes död år 2004.
Gjorde sedan hommagefilmen Magister Hoffmann - en hårsmån från svart på delar av Alexanderssons bok Magister Hoffmann. Regisserade 2008 filmen Gunnel med Tomas Norström.

## Filmografi (urval)
- Foto: Våra Vänners Liv, 2010
- Foto: Sommaren med Göran, 2009
- Regi/foto: Gunnel, 2008
- Regi: Stig, 2007
- Regi: Magister Hoffmann - en hårsmån från svart, 2005
- Producent:		Magister Hoffmann - en hårsmån från svart, 2005
- Regi:		Mossmannen, 1988
- Foto:		Kalle Tvärtom, 1987
- Uppvaknandet, 1987
- Mossmannen, 1988
- Vem är ansvarig för detta?, 1988
- Mannen utan ben i den Europeiska Unionen, 1995
- Åtelns motsats, 1995
- Åtelns röst, 1995
- Samma morgon. Samma afton., 1996
- Ärende: kvinnor i politiken, 1996
- Lilla Jönssonligan på styva linan, 1997
- SekelSlutInteriör, 1997
- Under jorden, 1997
- Ett besök, 1998
- Kontakt. Snow, 1998
- Ett litet rött paket. Brustna hjärtan, 1999
- Åteln igen, 1999
- Jesus lever, 2000
- Vera och nermannen, 2000
- Evert, 2001
- En kärleksaffär, 2002
- " Scheisse!" (Eller förberedelse inför ett anförande), 2002
- Grötmyndigheten (En sorts dogme-film), 2003
- Mannen på gatan, 2004
- Magister Hoffmann - en hårsmån från svart, 2005
- Lilla Jönssonligan & stjärnkuppen, 2006
- Klippning:		Mossmannen, 1988
- 1987 – Uppvaknandet